# Paolo Rizzatto
Paolo Rizzatto (Milano, 25 dicembre 1941) è un architetto, designer e imprenditore italiano, noto a livello internazionale per gli oggetti disegnati dal 1973 ad oggi.
Vive e lavora a Milano occupandosi di disegno urbano, architettura, interni, design e illuminazione. Nel 1978 ha fondato, con Riccardo Sarfatti e Sandra Severi la società Luceplan, azienda multinazionale del settore illuminotecnico dal 2010 parte del gruppo olandese Philips.

## Biografia
Figlio secondogenito di Renato Rizzatto, medico pediatra a Besana in Brianza e di Claudia De Francesco, consegue il diploma di maturità classica al Liceo Ginnasio Giuseppe Parini per frequentare poi la Facoltà di Architettura presso il Politecnico di Milano dove si laurea nel 1966 con Franco Albini.
Apre il suo primo studio in Via Fiori Oscuri insieme ad Antonio Monestiroli e Adriano di Leo e partecipa a concorsi nazionali e internazionali di architettura. Nel frattempo inizia a disegnare oggetti e nel 1973 progetta la sua prima lampada (modello 265) prodotta da Arteluce, l’azienda fondata nel febbraio del 1939 da Gino Sarfatti e Maurizio Tempestini.
Nel 1981 vince il primo Compasso d’Oro con la lampada “D7”, disegnata per Luceplan insieme a Sandro Corbertaldo. Tra il 1989 e il 2000 condivide lo studio con l’architetto Edoardo Guazzoni, insieme al quale vincerà nel 2004, in un gruppo costituito anche da Sandro Rossi e Jean-François Bodin, il “Concorso Internazionale di Progettazione riguardante la sistemazione dell’Ambito Darsena” di Milano, la cui realizzazione si conclude ad aprile 2015 con l’inaugurazione dell'area, di circa 100.000 m², in concomitanza con l’apertura di EXPO.
Ha tenuto corsi e conferenze in vari istituti universitari (Columbia University New York, Politecnico di Milano, Cranbrook Center Detroit, Washington University Saint Louis, Architecture Institute Moscow, Università degli Studi Palermo, IUAV Venezia).
I suoi lavori sono inclusi nelle collezioni permanenti di numerosi musei e fondazioni tra cui Triennale di Milano, Museum of Modern Art di New York, Victoria and Albert Museum di Londra, Museo della Scienza e della Tecnologia di Milano, Musée des Arts Décoratifs di Parigi.
Ha ricevuto numerosi premi di cui i più importanti sono: cinque Premi Compasso d’Oro (1981, 1989, 1995, 2008, 2011) – La Lampe d’Argent Sil, Parigi (1988) – La  Lampe d’Or Sil, Parigi (1990) – Design Plus, (1992, 2006) – Design Plus Ambiente, Francoforte (1992) – Product Award Lighting Fair, New York (1992) – European Community Design Prize, Amsterdam (1994) – Red Dot Award Design Innovations, Essen (1994, 2010) – Industrie Forum Design Prize, Hannover (1996) – Good Design Award, Chicago (1999, 2010) – Swiatlo, Varsavia (1999) – Light of the Future Energy saving sources, Francoforte (2006) – Premio dei Premi per l’Innovazione, Roma (2011).

### Vita privata
Nel 1972 sposa Elisabetta (Sissy) Della Sega, nata e cresciuta in Alto Adige, bilingue, insegnante di educazione artistica, restauratrice e pittrice. Ha una figlia di nome Gala, famosa cantante dance degli anni '90.

## Metodo progettuale
L’architettura, come il design, per Rizzatto riguarda bisogni e funzioni che travalicano il momento contingente, esprimendo in ogni parte dello sviluppo storico lo spirito del proprio tempo. In sintesi il progetto risponde esattamente – non senza una certa dose di modestia, intesa come coscienza del limite delle proprie possibilità – a problemi reali e attuali.
Già dai primi progetti emergono aspetti del metodo progettuale e di ricerca di Rizzatto che si ritroveranno quasi intatti negli anni successivi, ovvero un’attenzione incentrata sul tema – caro a tutti gli architetti della generazione immediatamente successiva a quella di Ernesto Nathan Rogers – del mestiere di architetto inteso come impegno civile. La costante del pensiero di Rizzatto – che attraversa tutta la sua produzione, dalla scala urbana al design – va oltre l’enunciazione schematica di una teoria e non è mai individuale e solitaria; non muove dalla soggettività pura cartesiana, ma prevede un lavoro che è sempre svolto in collaborazione con gli architetti con i quali condivide l’idea che l’intervento nel contemporaneo sia conseguenza logica dell’esperienza storica. Per Rizzatto l’idea di progetto si può definire solo attraverso il dialogo, attraverso la conoscenza piena di ciò che si progetta; in generale dall’idealità di un momento storico. In questa maniera il progetto può diventare strumento di progresso e la storia può delinearsi come una continua tensione verso nuove definizioni della realtà.
Rizzatto afferma: "applico al progetto di design le stesse norme che governano il progetto di architettura; cambiano il punto di vista, le misure, il campo d’azione e quindi i parametri al contorno ma il metodo è lo stesso. La mia formazione e la mia pratica di architetto fanno sì che io utilizzi in continuazione il concetto di “composizione” che è alla base del mio modo di progettare: il disegno di un oggetto, così come la progettazione di un edificio, è soprattutto un fatto compositivo. Come nell’architettura, anche nel design entrano in gioco diverse componenti: storiche, tipologiche, funzionali, d’uso, formali, tecniche, economiche e commerciali. Queste componenti possono avere scale e pesi differenti, punti di vista variabili. Le relazioni tra le diverse componenti sono complesse per qualità ed infinite di numero. La ricerca progettuale è un continuo tentativo di fare chiarezza all’interno di ogni singola parte. Si cerca l’armonia delle parti fra loro e delle parti con il tutto".

## Progetti

### Progetti (1968-1980)
- Concorso per il Municipio di Scandicci, Firenze (1968) con Antonio Monestiroli, Adriano di Leo
- Appartamento in Largo Augusto a Milano (1971)
- Concorso per il Palazzetto dello Sport a Abbiategrasso (Milano), con Antonio Monestiroli (1971)
- Show room Nervi & Maggioni a Firenze, con Antonio Monestiroli (1972)
- Piano Particolareggiato di Feltre (Belluno), con Antonio Monestiroli (1973)
- Appartamento in Via San Giovanni sul Muro a Milano (1973)
- Appartamento in Viale Bianca Maria a Milano (1973)
- Lampada “265”, Arteluce (1973)
- Casa per vacanze a Formentera, Isole Baleari (1974)
- Appartamento in Via Mercalli a Milano (1974)
- Lampada “612-613”, Arteluce (1975)
- Circolo del Bridge in Via Formentini a Milano, con Sandra Severi (1975)
- Progetto di edificio per appartamenti a Moltrasio, Como (1975)
- Progetto di lottizzazione industriale a Macerata Feltria, Pesaro (1976)
- Asilo nido a Segrate (Milano), con Antonio Monestiroli (1976)
- Concorso per una scuola elementare a Fagnano Olona (Varese), con Antonio Monestiroli (1977)
- Appartamento in Corso Buenos Aires a Milano (1978)
- Concorso Nazionale per una piazza nell’area dell’ex panificio militare di Ancona, con Antonio Monestiroli, Edoardo Guazzoni (1978)
- Lampada “Gala”, Arteluce (1978)
- Concorso nazionale per il Teatro di Udine, con Antonio Monestiroli (1978)
- Lampada “D5”, Luceplan (1979)
- Show room Nervi & Maggioni a Padova (1979)
- Unità residenziale a Feltre (Belluno), con Antonio Monestiroli (1979)
- Appartamento in Via Pacini a Milano (1979)
- Illuminazione del Goldhill Center a Singapore (1980)
- Concorso internazionale per il quartiere di Les Halles (Parigi), con Antonio Monestiroli (1980)
- Lampada “D1”, Luceplan (1980)
- Progetto per l’illuminazione della Alte Oper di Francoforte, con H. T. Von Malotki (1980)
- Lampada “D7”, Luceplan, con Sandro Corbertaldo (1980), Premio Compasso d’Oro 1981

### Progetti (1981-1990)
- Casa per vacanze a Formentera, Isole Baleari (1981)
- Villa unifamiliare suburbana a Bazzano (Valsamoggia), con Sandra Severi (1981)
- Lampada “D6”, Luceplan, con Sandro Corbertaldo (1981)
- Appartamento in Via Nino Bixio a Milano (1982)
- Sistema componibile luminoso a bassa tensione “Sistemino”, Luceplan, con Alberto Meda (1981)
- Progetto di case unifamiliari binate a Lanzo d’Intelvi, Como (1982)
- Progetto per l’illuminazione dell’accademia musicale Schloss Gottesaue Karlsruhe (Baden-Württemberg), con Edoardo Guazzoni (1982)
- Appartamento in Viale Vittorio Veneto a Milano (1983)
- Lampada “D3”, Luceplan (1983)
- Casa per anziani a Galliate[6] (Novara), con Antonio Monestiroli (1983)
- Case binate a Montesiro (Milano), con Antonio Monestiroli (1984)
- Appartamento in Via San Giovanni sul Muro a Milano (1984)
- Lampada da studio “Berenice”, Luceplan, con Alberto Meda (1985), Premio Compasso d’Oro 1987
- Lampada “Costanza”, Luceplan (1986), Premio Lamp d’Argent al Concours de la Création Artistique 1988
- Divano “Corus”, Molteni&C (1987)
- Lampada “Lola”, Luceplan (1987), Premio Forum Design 1988, Premio Compasso d’Oro 1989
- Lampada “Titania”, Luceplan, con Alberto Meda (1989), Premio Lamp d’Or al Concours de la Création Artistique 1990, Premio Speciale Design Plus 1992, Premio I.F. 1994
- Lampada “Screen”, Luceplan, con Alberto Meda (1989)
- Sistema di illuminazione per uffici e showroom “Idea Book” in Via Vigevano, Milano (1990)
- Appartamento in Via Frua a Milano (1990)
- Progetto per l’illuminazione del Neue Theater a Francoforte (1990)
- Sistema a incasso “L.D.”, Artemide, con Alberto Meda (1990)

### Progetti (1991-2000)
- Sedute, tavoli e scrittoi “Tree”, Alias (1991)
- Proiettori “Starship”, Artemide, con Alberto Meda (1991)
- Sgabello “Young Boy”, Alias (1991)
- Poltroncina “Young Lady”, Alias (1991)
- Sedia “Young Girl”, Alias (1991)
- Appartamento in Via Santa Maria Fulcorina a Milano (1992)
- Lampada da studio “Bap”, Luceplan, con Alberto Meda, Premio Product Award Lighting Fair New York 1992, Selezione Compasso d’Oro 1994
- Lampada “Metropoli”, Luceplan, con Alberto Meda, Riccardo Sarfatti (1992) Premio Compasso D’Oro 1994
- Tavolo regolabile “Up & Down”, Nemo (1993)
- Allestimento della mostra “Camere con vista. La Storia di Berenice”, Abitare il tempo, Verona (1993)[7]
- Lampada “Lucilla”, Luceplan (1994)
- Maniglia “Diana”, Kleis/RDS (1994)
- Progetto di arredo urbano a Madesimo (Sondrio) con Benigno Calcaterra, Edoardo Guazzoni (1995)
- Negozio Luceplan in Via San Damiano a Milano, con Edoardo Guazzoni (1995)
- Progetto di recupero di un edificio rurale a Gozzano (Orta), con Edoardo Guazzoni (1995)
- Appartamento in Via Soresina a Milano (1995)
- Lampada Orchestra, Luceplan, con Alberto Meda (1995)
- Progetto dell’illuminazione
- Concorso per il Teatro Carlo Felice a Genova, con Vittoriano Viganò (1995)
- Libreria “Celata”, Driade (1995)
- Poltrona “Dakota”, Cassina (1995)
- Appartamento in Via Buonarroti a Milano (1996)
- Mostra “Lighting Affinities”, Show room Luceplan a Milano (1996)
- Mostra “Alberto Meda & Paolo Rizzatto”, Amsterdam Galleria Binnen (1996)
- Lampada “Glass Glass”, Luceplan (1997), Premio Swiatlo 1999, Premio Good Design 2000
- Serie di interruttori/dimmer VLM (1997)
- Stand Luceplan, Euroluce Milano (1998)
- Scaffalature modulari “Partner”, Kartell, con Alberto Meda (1998)
- Mostra “Around Photography”, Associazione Vodoz/Danese (Milano), con Gabriele Basilico (1998)
- Lampada da studio “Fortebraccio”, Luceplan, con Alberto Meda (1998), Premio Good Design 1999, Selezione Swiatlo 2001, Selezione Compasso d’Oro 2001
- Progetto  di illuminazione del Teatro Arena del Sole a Bologna (1998), con Emilio Battisti
- Showroom Luceplan in Hudson St. a New York (1998)
- Head Quarters Luceplan in Via E. T. Moneta a Milano (1999)
- Tavolo “Qing”, Montina (1999)
- Sedia pieghevole “Clac”, Alias (1999)
- Appartamento in Piazza San Babila a Milano (1999)
- Mostra “Exercises in Style”, ACE Gallery (New York), colore Gianfranco Pardi, suono Michele Tadini (2000)
- Mostra “Il Cavaliere e la rosa”, Abitare il Tempo, Verona (2000)
- Studio Rizzatto in Via Savona a Milano (2000)
- Piscina/tennis nel parco di Montesiro, Milano (2000)
- “Progetto della luce”, Gostiny Dvor, Mosca (2000)
- Stand Luceplan, Euroluce Milano (2000)
- Progetto di villa in collina a Montevecchia (Lecco), con Edoardo Guazzoni (2000)
- Poltrona pieghevole “Lord Jim”, Montina (2000)
- Lampada “Parole di luce”, Luceplan edizione limitata per Enel, con Alberto Meda (2000)
- Sistema di scrivanie per ufficio “Rizzatto System”,  Lensvelt (2000)

### Progetti (2001-2010)
- Mostra “Exercises in Style. Titania”, Tokio (2001)
- Mostra “Italia Giappone / Design come stile di vita - Lo studiolo di Piero”, PACIFICO exhibition center, Yokohama (2001)
- Lampada da tavolo “Star Led”, Luceplan (2001), con Alberto Meda, Selezione Compasso d’Oro 2001
- Mostra “Lo spazio, la luce, l’ombra”, Facoltà di Architettura di Palermo, Convento di San Domenico (2001)
- Mostra “Il museo della Tecnica alla Triennale di Milano”, Triennale di Milano (2001), con Edoardo Guazzoni
- Scaletta “Upper”,  Kartell (2001), con Alberto Meda
- Contenitore per la raccolta differenziata “Strash”, Danese (2001)
- Mensole “Shelves”,  Danese (2001)
- Attaccapanni “Humphrey”, Danese (2001)
- Vasi “New Pot”,  Serralunga (2001)
- Lavagna magnetica “PinUp”,  Danese (2001)
- Stand Luceplan, Messe Light + Building, Francoforte (2002)
- Concorso “Segno Luminoso”, Stazione Centrale di Milano (2002)
- Lampada “Light Disc”, Luceplan (2002), con Alberto Meda, Selezione Compasso d’Oro 2004
- Showroom Luceplan, Oruzheiny Pereulok, Mosca (2002)
- Divano “Flexus”,  Alias (2002)
- Panchina “Giulietta”,  Serralunga (2002)
- Tavolino “Jolly”, Kartell (2003)
- Panchina “Romeo”, Serralunga (2004)
- Concorso per la Darsena di Milano, gruppo di progettazione: Jean-François Bodin, Edoardo Guazzoni, Paolo Rizzatto, Sandro Rossi (2004), Progetto vincitore
- Cornici “Cartoon”, Danese (2004)
- Lampada “Venus”, Luceplan (2004), con Alberto Meda
- Poltrona “Regina”,  Poltrona Frau (2004)
- Insediamento abitativo in Via Moneta a Milano (2004), con Giancarlo Perotta
- Lampada “Starglass”,  Luceplan (2004-2005)
- Casa per vacanze a Montemerano, Grosseto (2004)
- Mostra “Quattro progettisti a Murano”, Museo di Ca’ Rezzonico, Venezia (2004)
- Luminarie alla Kalsa, Allestimento luminoso del centro storico di Palermo (2005)
- Concorso “Sedetevi con ULI. Una panchina per Milano”, Molteni&C (2005)
- Tavoli “X&Y”, Danese (2005)
- Lampade “Miranda – Mirandolina”, Luceplan (2005), con Alberto Meda
- Mostra “Schweizer designer und...”, Neue Räume, Zurigo (2005), con Cristophe Marchand
- Lampada da tavolo “Mix“, Luceplan (2005), con Alberto Meda, Premio Innovazione Amica dell’ambiente 2005, Premio Lights of the Future European 2005, Premio Design Competition 2006, Premio Design Plus 2006
- Specchi “Hasami”, Fiam (2005)
- Ponte pedonale sulla Ferrovia Nord a Milano (2006)
- Casa in Via Filatoio a Correggio, Reggio Emilia (2006-2010), con Edoardo Guazzoni
- Porta “Graffiti”, Laura Meroni (2006), con Italo Lupi
- Sedia impilabile “ABChair”, Danese (2007)
- Libreria “H & H”,  Danese (2007)
- Tavolino “Virgola”,  Fiam (2007)
- Concorso per il nuovo Museo degli Innocenti a Firenze (2008) con J. F. Bodin, E. Guazzoni,, S. Rossi
- Tavolo pieghevole “Foldable Desk”, Lensvelt (2008), con Francisco Gomez Paz
- Concorso per la riqualificazione di Piazza S. Agostino ad Arezzo (2008), con Roberto Gamba, Edoardo Guazzoni
- Lampada “Lady Costanza”,  Luceplan (2008)
- Concept per i negozi Angelo Marani (2008), con Edoardo Guazzoni
- Sistema di ripiani “Straight”,  Segis (2009)
- Lampadario “Hope”, Luceplan (2009), con Francisco Gomez Paz[8]
- Modulo cucina “Ecocompatta”, Veneta Cucine (2010)

### Progetti (2011-2018)
- Lampada “Ottowatt”,  Luceplan (2011), con Alberto Meda
- Sedute “Ping, Pong, Pang”, Serralunga (2012)
- Casa in Via Carlo V a Correggio, Reggio Emilia (2013-2016), con Edoardo Guazzoni
- Mostra “La Sindrome dell’inﬂuenza. Il nuovo impatto”, Triennale di Milano (2013)
- Divano “33 cuscini”, Driade (2014)
- Sgabello “Leporello”, Ghidini 1961 (2016)
- Lampada “Lucio”, Rotaliana (2017)
- Lampade “Sfere”, Ghidini 1961 (2017)
- Calice da messa per la mostra “Intorno ai vasi sacri” alla Basilica di Sant’Eustorgio di Milano (2017)
- Lampada “Febo”, Rotaliana (2017)
- Linea luminosa a Led, Artemide (2017)
- Lampada “Squiggle”, Rotaliana (2017)
- Lampada “Artemisia”, Artemide (2018)
- Poltroncina “New Lady”, Alias (2018)
- Lampada “Brick Light”, Simes (2018)

### Monografie
- Riccardo Salvi, Paolo Rizzatto. Esercizi di metodo, Milano, Franco Angeli Edizioni, 2017, ISBN 9788891754394
- Camillo Orfeo, La nuova Darsena di Milano progetto e costruzione. Edoardo Guazzoni, Paolo Rizzatto, Sandro Rossi, Napoli, Clean Edizioni, 2017, ISBN 9788884975973
- AA.VV., Hope. Il design in un oggetto, Milano, Editoriale Lotus, 2010
- Viviana Trapani, Lo spazio, la luce e l’ombra, Napoli, Clean Edizioni, 2004, ISBN 9788884975188

### Raccolte
- AA.VV., Storie. Il design Italiano, Milano, Mondadori Electa, 2018, ISBN 9788891819819
- Marco Romanelli, Carlo Capponi, Intorno ai Vasi Sacri, Mantova, Corraini Edizioni, 2017, ISBN 9788875706401
- Silvana Annichiarico, a cura di, Triennale Design Museum. Il museo mutante, Milano, Mondadori Electa, 2017, ISBN 9788891816863
- Beppe Finessi, a cura di, Stanze. Altre filosofie dell'abitare, Venezia, Marsilio, 2016, ISBN 9788831724845
- Valentina Croci, Porzia Bergamasco, Design in Italia, Firenze, Giunti, 2010, ISBN 9788809752764
- AA.VV., Ho visto cose..., Milano, BUR, 2008, ISBN 9788817020947
- Giampiero Bosoni, Paola Antonelli, Italian design, New York, Moma, 2008 ISBN 9780870707384
- Renato De Fusco, Made in Italy, Bari, Laterza, 2007, ISBN 9788842082552
- Andrea Branzi, a cura di, Capire il design, Firenze, Giunti Scala, 2007, ISBN 9788809054974
- Domitilla Dardi, a cura di, Il design della migliore produzione. Lampade, Milano, Motta Architettura, 2007, ISBN 9788861160125
- Giampiero Bosoni, a cura di, Il Modo Italiano. Design e avanguardia nel XX secolo, Ginevra, Skira, 2007, ISBN 9788876245374
- Charlotte Fiell, Peter Fiell, 1000 lights, Colonia, Taschen, 2006, ISBN 9783836546775
- Simon Alderson, Ralph Ball, Edward Barber, Phaidon Design Classics. Volume 3 667-999, Londra, Phaidon, 2006, ISBN 9780714856674
- Gabriella Lojacono, Trend evolutivi e modifica dei business model nel settore dell'illuminazione, Milano, Franco Angeli Edizioni, 2005, ISBN 9788846465412
- AA.VV., Moleskine La Mano del Designer, Milano, Moleskine, 2002, ISBN 9788862935319
- Charlotte Fiell, Peter Fiell, 1000 chairs, Colonia, Taschen, 2001, ISBN 9783836546744
- Paola Biondi, Giuliana Gramigna, Il design in Italia dell'arredamento domestico, Milano, Allemandi, 1999, ISBN 9788842208396
- Stefano Casciani, Design italiano nei musei del mondo, Milano, Abitare Segesta, 1998, ISBN 9788886116268
- Andrea Branzi, a cura di, Il design italiano, Milano, Electa, 1996, ISBN 9788843553754
- Cristina Morozzi, Contemporary Italian Furniture, Milano, L’Archivolto, 1996, ISBN 9788876850875
- Mel Byars, 50 Chairs, Innovations In Design & Materials, Brighton, Rotovision, 1995, ISBN 9782880462642
- Pierre Kjellberg, Guillemette Delaporte, Le mobilier du XXe siècle: dictionnaire des créateurs, Parigi, Éditions de l'amateur, 1994, ISBN 9782859171773
- Giovanni Albera, Nicolas Monti, Italian modern. A design heritage, New York, Rizzoli, 1989, ISBN 9780847810345
- AA.VV., Classici moderni. Mobili che fanno storia, Milano, Editoriale Domus, 1985, ISBN 9788872120156